# Villasinta de Torío
Villasinta de Torío es una localidad española perteneciente al municipio de Villaquilambre, en la provincia de León y la comarca de Tierra de León, en la comunidad autónoma de Castilla y León. 
Situado sobre el arroyo de Aradiellas, afluente del río Torío.
Los terrenos de Villasinta de Torío limitan con los de San Feliz de Torío al norte, Villaverde de Arriba y Villaverde de Abajo al noreste, Santovenia del Monte, Castrillino, Canaleja y Villanueva del Árbol al este, Robledo de Torío al sureste, Villarrodrigo de las Regueras y Villaquilambre al sur, Carbajal de la Legua y Lorenzana al oeste y Cuadros, Cabanillas y Riosequino de Torío al noroeste.
Perteneció a la antigua Jurisdicción del Valle de Torío.

## Evolución demográfica
| 2000 | 2001 | 2002 | 2003 | 2004 | 2005 | 2006 | 2007 | 2008 | 2009 | 2010 | 2011 | 2012 |
| 373  | 373  | 407  | 390  | 385  | 390  | 417  | 417  | 412  | 418  | 413  | 406  | 402  |